# 鐮石脂鯉
鐮石脂鯉，為輻鰭魚綱脂鯉目脂鯉亞目脂鯉科的其中一個種，為熱帶淡水魚，分布於南美洲亞馬遜河、奧里諾科河及圭亞那淡水流域，體長可達37公分，棲息在底中層水域，生活習性不明，可作為食用魚。

## 扩展阅读
維基物種上的相關：鐮石脂鯉